# 大希梅利

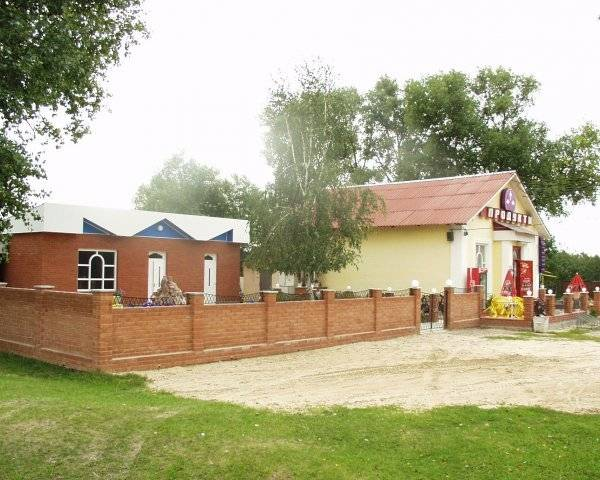

51°46′53″N 31°58′31″E / 51.78139°N 31.97528°E
大希梅利（烏克蘭語：Великий Щимель）是位於烏克蘭北部切爾尼戈夫州裏科留基夫卡區的村莊，始建於1668年，面積0.002平方公里，海拔高度121米，2024年人口700。